# Liste des ligues de roller derby
 (décembre 2016).
Si vous disposez d'ouvrages ou d'articles de référence ou si vous connaissez des sites web de qualité traitant du thème abordé ici, merci de compléter l'article en donnant les références utiles à sa vérifiabilité et en les liant à la section « Notes et références ».
La liste des ligues de roller derby qui inclut les équipes existantes et celle défuntes. Cette liste est actuellement divisée selon la structure professionnelle/amatrice d'affaires de chaque organisation et le statut actif/disparu et est subdivisée chronologiquement en prenant la date de fondation ou par le genre, la région et la ville (pour les ligues plus récentes).

## Ligues professionnelles

### Ligues professionnelles actives
- American Roller Skating Derby (ARSD) - 1992–1993 et 2002 à aujourd'hui
- National Roller Derby Association (NRDA) - 2008 à aujourd'hui

### Ligues professionnelles défuntes
- Transcontinental Roller Derby (1935–? ; renommé Roller Derby)
- Roller Derby ( ? - 1973)
- National Roller Derby League (NRDL) (1949–1963 ; devient IRDL)
- International Roller Derby League (IRDL, 1963–1973)
- International Roller Speedway (IRS) (1937–1952 ; autrement nommé Roller-Catch)
- American Skating Derby (ASD) (1961–? )
- Eastern Skating Derby (ESD) (1961–1964?)
- National Skating Derby (Roller Games) (1961–1975 ; voir aussi RollerGames et Roller Games International)
- National Roller Derby (NRD) (devenus NRL)
- National Roller League (NRL) ( ? –1973)
- Canadian National Roller League (CNRL) ( ? –1973)
- Japanese National Roller League (JNRL) ( ? –1973)
- International Skating Conference (ISC) (1973–1975)
- American Roller Races (ARR) (1964–1967)
- American Skating Derby 1975 (ASD75) (1975 ; devenus ASD)
- World Skating Derby (1975–1976 ; Côte Est)
- Atlantic Skating Derby (1976–?) ; connu sous le nom de Southern Roller League, DC Banked Track Skating League, Roller Skating Derby)
- International Roller Derby League (IRDL) (1977–1979 ; devient International Roller Skating League)
- International Roller Skating League (IRSL) (1979–1987)
- RollerMania (1986–1987?)
- Roller Derby Games, Inc. (1981; Philadelphie)
- American Skating Derby (ASD) (1987?–1989)
- American Skating Derby Association (1990?–1993 ; devient American Roller Skating Derby)
- RollerGames (1989–1990; TV seulement)
- Roller Game League (RGL) (1990–2001?)
- Roller Games International (RGI) - 1990–1993 et 2000 à aujourd'hui retour au Roller Games.
- International Roller Skating Derby (IRSD) (1991–1992)
- National Roller Derby League (NRDL) - 1995–2004 ; initialement Roller Derby Inc.
- American Roller Derby League (ARDL) - 1997–2003 ; propriétaire Tim Patten ; ancien promoteur de l'American Inline Roller Skating Derby League
- World Skating League (WSL) / RollerJam (1998–2000 ; TV seulement)
- International Roller Skating Derby (2000–2005 ; unrelated to previous IRSD; annonce un match en septembre 2005 mais qui n'a jamais eu lieu)
- RollerSport (2002–2003) - copie de RollerJam
- National Skating Derby (NSD) au Canada (2002) - voulu redonner naissance au Roller Games au Canada
- Original Roller Derby League (ORDL) - 2008-2008.

## Ligues amateurs
Certaines des ligues suivantes sont les membres de Women's Flat Track Derby Association (WFTDA), certains sont les membres de la Old School Derby Association (OSDA), certains sont les membres du Renegade Rollergirls, certains sont les membres de la Men's Derby Coalition, certains sont les membres de la Canadian Women's Roller Derby Association et certains sont les membres de la U.K. Roller Derby Association.

### Ligues amatrices actives de femme

#### Afrique du Sud
- Johannesburg - C-Max Roller Derby League
- Pretoria - Dirty Deeds Roller Derby

#### Allemagne
- Bayreuth - Bayreuth Roller Derby
- Berlin - Bear City Roller Derby League
- Brême - Meatgrinders Roller Derby
- Cologne - Graveyard Queens
- Dresde - Dresden Pioneers
- Düsseldorf - D'Dorf Devil Dolls
- Essen - Ruhrpott Roller Girls
- Francfort - Bembel Town Rollergirls
- Francfort - Frankfurt Roller Derby
- Hambourg - Harbor Girls
- Hanovre - Roller Derby Hannover
- Kaiserslautern - K-Town Derby Girls - Roller Girls of the Apocalypse
- Karlsruhe - RocKARollers
- Cassel - Roller Derby Kassel
- Leipzig - Riot Rocketz Roller Derby Leipzig
- Ludwigsbourg - Barockcity Rollerderby
- Munich - Munich Rolling Rebels
- Münster - Zombie Rollergirlz Münster
- Stuttgart - Stuttgart Valley Roller Girlz
- Wuppertal - Pirate Brides
- Wuppertal - Psycho Dolls

#### Argentine
- Buenos Aires - Roller Derby Buenos Aires
- Buenos Aires - Valkirias Roller Derby
- Santa Rosa - Roller Derby La Pampa

#### Australie
- Adélaïde - Adelaide Roller Derby
- Ballarat - Ballarat Roller Derby League
- Bendigo - Dragon City Derby Dolls
- Brisbane - Brisbane City Rollers
- Brisbane - Sun State Roller Girls
- Cairns - Reef City Rollergirls
- Canberra - Canberra Roller Derby League
- Darwin - Darwin Rollergirls
- Geelong - Geelong Roller Derby
- Gladstone - Gladstone Roller Derby
- Gold Coast - ENRG Roller Derby
- Gold Coast - Gold Coast Roller Derby
- Hobart - Convict City Rollers
- Hobart - South Island Sirens
- Illawarra - Wollongong-Illawarra Roller Derby
- Launceton - Van Diemen Rollers
- MacArthur - Macarthur Area Roller Derby
- Melbourne - Melbourne Roller Derby
- Melbourne - Victorian Roller Derby
- Melbourne S E Coast - South Sea Roller Derby
- Newcastle - Newcastle Roller Derby
- Northern Brisbane - Northern Brisbane Rollers
- Perth - Perth Roller Derby
- Perth - W.A. Roller Derby
- Sydney - Southwest Sydney Rollers
- Sydney - Sydney Roller Derby League
- Sydney - Western Sydney Rollers
- Toowoomba - Toowoomba City Rollers
- Townsville - Townsville Roller Derby

#### Autriche
- Vienne - Vienna Oi!Star Rollergirls

#### Belgique
- Anvers - One Love Roller Dolls
- Bruxelles - Brussels Derby Pixies
- Charleroi - Blackland Rockin' K-Rollers
- Charleroi - Renegades Roller Derby Charleroi
- Gand - Gent go go roller girls
- Hasselt - Hasselt Harlots
- Liège - Dissidentes
- Liège - Holy Wheels Menace from Liege
- Mons - Freaky Mons'ter Derby ladies
- Menin - Bad Bunny Rollers
- Namur - Namur Roller Girls
- Tournai - Rolling Zombie Dolls

#### Brésil
- Curitiba - Blue Jay Rollers
- Fortaleza - Roller Derby Fortaleza
- Manaus - Royal Victory Derby Girls
- Piracicaba - Riot River Roller Grrrls
- Rio de Janeiro - Sugar Loathe Derby Girls
- São José do Rio Preto - Roller Derby São José do Rio Preto
- São Paulo - Ladies of Hell Town
- São Paulo - Gray City Rebels
- Vila Velha - Strip Rollers
- Vitória - Cranium Basher Dolls

#### Canada
- Okanagan, Shuswap Colombie-Britannique - Okanagan Roller Derby - OKRD
- Brantford, Ontario - Belle City Roller Girls
- Calgary, Alberta - Calgary Roller Derby Association
- Castlegar, Colombie-Britannique - Columbia Valley Roller Girls
- Williams Lake, Colombie-Britannique - Lake City Derby Girls
- Edmonton, Alberta - E-Ville Roller Derby
- Edmonton, Alberta - Oil City Derby Girls
- Halifax, Nouvelle-Écosse - Halifax Hellcats Roller Girls
- Hamilton, Ontario - Hammer City Roller Girls
- Kitchener-Waterloo Area, Ontario - Tri-City Roller Girls
- Guelph, Ontario - Royal City Rollergirls
- Lévis,  Québec - Roller Derby Lévis
- London, Ontario - Forest City Derby Girls
- London, Ontario - LOCO Roller Derby
- Medicine Hat, Alberta - Gas City Rollers
- Middlesex County, Ontario Middlesex Massacre Roller Girls
- Mission, Colombie-Britannique - Reign Valley Vixens
- Moncton, Nouveau-Brunswick - Muddy River Rollers
- Montréal, Québec - Montréal Roller Derby
- Ottawa, Ontario - Ottawa Roller Derby
- Ottawa, Ontario - Rideau Valley Roller Girls
- Ottawa, Ontario - Capital City Derby Dolls
- Québec – Roller Derby Québec[1]
- Red Deer, Alberta - Red Deer Roller Derby Association
- Regina, Saskatchewan - Pile O' Bones Derby Club
- Saint Jean, Nouveau-Brunswick - Fog City Rollers
- Saskatoon, Saskatchewan - Saskatoon Roller Derby League
- Sault Ste. Marie, Ontario - Sault Roller Derby
- Saint-Jean, Terre-Neuve-et-Labrador - 709 Derby Girls
- Sudbury, Ontario - Nickel City Roller Derby
- Sunshine Coast, Colombie-Britannique - Sunshine Coast Roller Girls
- Toronto, Ontario - GTA Rollergirls
- Toronto, Ontario - Toronto Roller Derby
- Vancouver, Colombie-Britannique - Terminal City Roller Girls
- Victoria, Colombie-Britannique - Victoria Rollergirls
- Victoria, Colombie-Britannique - Eves of Destruction
- Nanaimo, Colombie-Britannique - Nanaimo Rollergirls
- Winnipeg, Manitoba - Winnipeg Roller Derby League

#### Chili
- Ovalle - Roller Derby Ovalle
- Santiago du Chili - Metropolitan Roller Derby
- Santiago du Chili - Psychotic Dolls Roller Derby
- Viña del Mar - Tacones Bandidos

#### Colombie
- Bogota - Bogotá Bone Breakers
- Bogota - Rock'n Roller Queens
- Ibagué - Pain Dealers Roller Derby Ibagué
- Manizales - Valkyrias Manizales
- Manizales - Dinamitas Roller Derby Manzinales
- Medellín - Freaky Dolls Roller Derby Medellín
- Pereira - Cheetaras Roller Derby Pereira

#### Corée du Sud
- Corée du Sud - Republic of Korea Derby - ROKD

#### Costa Rica
- San José - Roller Derby Costa Rica

#### Danemark
- Aarhus - Aarhus Derby Dolls
- Copenhague - Copenhagen Roller Derby

#### Égypte
- Le Caire - Cairollers

#### Émirats arabes unis
- Dubaï - Dubai Roller Derby[2]

#### Espagne
- Barcelone - Barcelona Roller Derby
- Elche - Brutal Roller Girls
- La Corogne - Roller Derby A Coruña
- Madrid - Madrid Derby Bonebreakers
- Murcie - Roller derby Murcia
- Salamanque - Roller Derby Salamanca
- Tarragone - Tarragona Roller Derby
- Tenerife - Tenerife Roller Derby
- Terrassa - Terrassa Derby Rockets
- Torrevieja - Roller Derby Torrevieja
- Valence - Valencia Derby Terrors
- Vigo - Roller Derby Vigo

#### États-Unis

##### Ouest
| Ouest                  |                                                                                     |                 |                                               |
| Alaska                 |                                                                                     |                 |                                               |
| Ville                  | Dénomination                                                                        | Piste           | Affiliation                                   |
| Anchorage              | Alaska Roller Derby                                                                 | plate           |                                               |
| Anchorage              | Rage City Rollergirls                                                               | plate           | WFTDA (Apprentie)                             |
| Anchorage              | South Central Alaska Roller Dolls                                                   | plate           | Ligue junior                                  |
| Fairbanks              | Fairbanks Rollergirls                                                               | plate           | WFTDA (Apprentie)                             |
| Juneau                 | Juneau Rollergirls                                                                  | plate           | Indépendante                                  |
| Soldotna               | 907 Derby Brigade                                                                   | plate           | Indépendante                                  |
| Wasilla                | Denali Destroyer Dolls                                                              | plate           | Indépendante                                  |
| Arizona                |                                                                                     |                 |                                               |
| Ville                  | Dénomination                                                                        | Piste           | Affiliation                                   |
| Cottonwood             | Dirty Verde Roller Derby                                                            | plate           | Indépendante                                  |
| Mesa                   | Arizona Rollergirls                                                                 | plate           | Inclut des équipes juniors                    |
| Phoenix                | Desert Dolls Roller Derby League                                                    | plate           | Indépendante                                  |
| Phoenix                | Arizona Roller Derby                                                                | plate           | WFTDA                                         |
| Phoenix                | Renegade Rollergirls                                                                | inclinée, plate | Renegade Rollergirls                          |
| Phoenix                | Arizona Derby Dames                                                                 | inclinée        | Indépendante                                  |
| Phoenix                | Hell City Rollergirls                                                               |                 |                                               |
| Prescott               | Northern Arizona Roller Derby                                                       | plate           | Indépendante                                  |
| Tucson                 | Dry Heat Derby                                                                      | plate           | Inclut des équipes masculines                 |
| Tucson                 | Tucson Derby Brats                                                                  | plate           | Ligue junior                                  |
| Tucson                 | Tucson Roller Derby                                                                 | plate           | WFTDA                                         |
| Californie             |                                                                                     |                 |                                               |
| Ville                  | Dénomination                                                                        | Piste           | Affiliation                                   |
| Antioch                | Undead Bettys                                                                       | plate           | Indépendante                                  |
| Bakersfield            | Bakersfield Diamond Divas                                                           | plate           | Indépendante                                  |
| Bakersfield            | Bakersfield Junior Roller Derby                                                     | plate           | Ligue junior                                  |
| Bakersfield            | Derby Revolution of Bakersfield                                                     | plate           | WFTDA (Apprentie)                             |
| Bakersfield            | Kern County Rollergirls                                                             | plate           | Indépendante                                  |
| Bakersfield            | Slick City Rollerz                                                                  | plate           | Ligue incluant des équipes masculines         |
| Chico                  | NorCal Roller Girls                                                                 | plate           | Ligue junior                                  |
| Chino                  | Prison City Derby Dames                                                             | plate           | Indépendante                                  |
| Dunsmuir               | Siskiyou Roller Derby                                                               | plate           | Indépendante                                  |
| Fresno                 | Central California Area Derby                                                       | plate           | Indépendante                                  |
| Fresno                 | NOtown Roller Derby                                                                 | plate           | Indépendante                                  |
| Garden Grove           | Renegade Rollergirls So Cal                                                         | plate           | Renegade Rollergirls                          |
| Gilroy                 | South County Derby Girls                                                            | plate           | Indépendante                                  |
| Humboldt County        | Humboldt's Redwood Rollers                                                          | plate           | WFTDA (Apprentie)                             |
| Inland Empire          | Disaster City Roller Girls                                                          | plate           | Indépendante                                  |
| Inland Empire          | Inland Empire Derby Divas                                                           | plate           | Indépendante                                  |
| Tahoe City             | Tahoe Derby Dames                                                                   | plate           | Indépendante                                  |
| Lindsay                | Sin Cal Derby Vixens                                                                | plate           | Indépendante                                  |
| Long Beach             | Long Beach Roller Derby                                                             | plate           | Indépendante                                  |
| Los Angeles            | Angel City Derby Girls                                                              | plate           | WFTDA                                         |
| Los Angeles            | Derby Dolls                                                                         | inclinée        | Indépendante                                  |
| Mendocino              | Mendocino Mayhem Rollergirls                                                        | plate           | Indépendante                                  |
| Merced/Atwater         | Rollin' Roulettes Derby Girls                                                       | plate           | Indépendante                                  |
| Milpitas               | The Great Maulers of Milpitas                                                       | plate           | Indépendante                                  |
| Modesto                | Sintral Valley Derby Girls                                                          | plate           | Indépendante                                  |
| Morgan Hill            | South Bay Derby Mizfitz                                                             | plate           | Indépendante                                  |
| Mount Shasta City      | Mt Shasta Mighty Rollers                                                            | plate           | Indépendante                                  |
| North County San Diego | Hidden City Derby Girls                                                             | plate           | Indépendante                                  |
| Orange County          | Orange County Derby Brats                                                           | plate           | Ligue junior                                  |
| Orange County          | Orange County Roller Girls                                                          | plate           | Indépendante                                  |
| Orange County          | Renegade Rollergirls Orange County                                                  | plate           | Renegade Rollergirls                          |
| Oxnard                 | Oxnard Derby Dames                                                                  | plate           | Indépendante                                  |
| Oxnard                 | Sugartown Rollergirls                                                               | plate           | Indépendante                                  |
| Quincy                 | Plumas Mudslingers Roller Derby                                                     | plate           | Indépendante                                  |
| Redding                | Redding Rollergirls                                                                 | plate           | Indépendante                                  |
| Riverside/Ontario/SGV  | Syndicate Roller Girls                                                              | plate           | Indépendante                                  |
| Sacramento             | Sac City Rollers                                                                    | plate           | Inclut des équipes juniors                    |
| Sacramento             | Sacred City Derby Girls                                                             | plate           | WFTDA                                         |
| San Clemente           | South Coast Roller Derby                                                            | plate           | Indépendante                                  |
| San Diego              | San Diego Derby Dolls                                                               | inclinée, plate | Inclut des équipes juniors                    |
| San Diego              | San Diego Roller Derby                                                              | plate           | Indépendante                                  |
| San Diego              | Renegade Rollergirls San Diego                                                      | plate           | Renegade Rollergirls                          |
| San Francisco          | Bay Area Derby Girls                                                                | plate           | WFTDA                                         |
| San José               | Silicon Valley Roller Girls                                                         | plate           | WFTDA Inclut des équipes juniors              |
| San Luis Obispo        | Central Coast Roller Derby                                                          | plate           | WFTDA                                         |
| Santa Barbara          | Mission City Brawlin' Betties                                                       | plate           | Indépendante                                  |
| Santa Cruz             | Santa Cruz Rollergirls                                                              | plate           | WFTDA Inclut des équipes juniors              |
| Sonora                 | Mountain Derby Girls                                                                | plate           | Indépendante                                  |
| Stockton               | Port City Roller Girls                                                              | plate           | Indépendante                                  |
| Ventura                | Ventura County Derby Darlins                                                        | plate           | Indépendante                                  |
| Colorado               |                                                                                     |                 |                                               |
| Ville                  | Dénomination                                                                        | Piste           | Affiliation                                   |
| Aurora                 | High City Derby Divas                                                               | plate           | Indépendante                                  |
| Castle Rock            | Castle Rock'n'Rollers                                                               | plate           | WFTDA (Apprentie)                             |
| Castle Rock            | High City Derby Divas                                                               | plate           | Indépendante                                  |
| Chaffee County         | Ark Valley High Rollers                                                             | plate           | Indépendante                                  |
| Colorado Springs       | Mama's Bad Derby Girls                                                              | plate           | Ligue junior                                  |
| Colorado Springs       | Pikes Peak Derby Dames                                                              | plate           | WFTDA                                         |
| Denver                 | Rocky Mountain Rollergirls                                                          | plate           | WFTDA Inclut des équipes juniors              |
| Denver                 | Denver Roller Dolls                                                                 | plate           | WFTDA                                         |
| Denver                 | Wreckin Roller Rebels                                                               | plate           | Indépendante                                  |
| Durango                | Durango Roller Girls                                                                | plate           | Indépendante                                  |
| Fort Collins           | FOCO Girls Gone Derby                                                               | plate           | WFTDA                                         |
| Fort Collins           | Choice City Rebels                                                                  | plate           | WFTDA (Apprentie)                             |
| Grand Junction         | Grand Junction Roller Girls                                                         | plate           | Indépendante                                  |
| Grand Junction         | Mesa Underground Derby Dames                                                        | plate           | Indépendante                                  |
| Greeley                | Slaughterhouse Derby Girls                                                          | plate           | WFTDA                                         |
| Pueblo                 | Pueblo Derby Devil Dollz                                                            | plate           | WFTDA                                         |
| Hawaï                  |                                                                                     |                 |                                               |
| Ville                  | Dénomination                                                                        | Piste           | Affiliation                                   |
| Hilo                   | Paradise Roller Girls                                                               | plate           | Indépendante                                  |
| Honolulu               | Pacific Roller Derby                                                                | plate           | WFTDA                                         |
| Kapaa                  | Garden Island Renegade Rollerz                                                      | plate           | Indépendante                                  |
| Kapaa                  | Wicked Wahine Derby Association                                                     | plate           | Indépendante                                  |
| Kihei                  | Maui Roller Girls                                                                   | plate           | Indépendante                                  |
| Idaho                  |                                                                                     |                 |                                               |
| Ville                  | Dénomination                                                                        | Piste           | Affiliation                                   |
| Boise                  | Treasure Valley Roller Girls                                                        | plate           | WFTDA (Apprentie)                             |
| Coeur d'Alene          | North Idaho Roller Derby                                                            | plate           | Indépendante                                  |
| Coeur d'Alene          | Snake Pit Derby Dames                                                               | plate           | Indépendante                                  |
| Moscow                 | Palouse Derby Girls                                                                 | plate           | Loisir                                        |
| Montana                |                                                                                     |                 |                                               |
| Ville                  | Dénomination                                                                        | Piste           | Affiliation                                   |
| Anaconda               | Big Sky Bombshells                                                                  | plate           | Indépendante                                  |
| Billings               | Billings Roller Derby Dames                                                         | plate           | Indépendante                                  |
| Billings               | Magic City Rollers                                                                  | plate           | Indépendante                                  |
| Billings               | Montana Derby Girls                                                                 | plate           | Indépendante                                  |
| Kalispell              | Flathead Valley Roller Derby                                                        | plate           | Indépendante                                  |
| Missoula               | Hellgate Rollergirls                                                                | plate           | Indépendante                                  |
| Nevada                 |                                                                                     |                 |                                               |
| Ville                  | Dénomination                                                                        | Piste           | Affiliation                                   |
| Elko                   | NV East Roller Girls                                                                | plate           | Indépendante                                  |
| Fallon                 | Fallon Roller Derby                                                                 | plate           | Indépendante                                  |
| Las Vegas              | Fabulous Sin City Rollergirls (connu sous le nom de Sin City Rollergirls 2005-2007) | plate           | WFTDA                                         |
| Reno                   | Battle Born Derby Demons                                                            | plate           | WFTDA (Apprentie)                             |
| Reno                   | Reno Roller Girls                                                                   | inclinée        | Indépendante                                  |
| Nouveau-Mexique        |                                                                                     |                 |                                               |
| Ville                  | Dénomination                                                                        | Piste           | Affiliation                                   |
| Albuquerque            | Duke City Derby                                                                     | plate           | WFTDA                                         |
| Farmington             | High Desert Derby                                                                   | plate           | Indépendante                                  |
| Hobbs                  | Lea County Roller Wenches                                                           | plate           | Indépendante                                  |
| Las Cruces             | Crossroads City Derby                                                               | plate           | Indépendante                                  |
| Oklahoma               |                                                                                     |                 |                                               |
| Ville                  | Dénomination                                                                        | Piste           | Affiliation                                   |
| Lawton                 | 580 Rollergirls                                                                     | plate           | Indépendante                                  |
| Oklahoma City          | Oklahoma City Roller Derby's Tornado Alley Rollergirls                              | plate           | WFTDA (Apprentie)                             |
| Oklahoma City          | Oklahoma Victory Dolls                                                              | plate           | WFTDA                                         |
| Oklahoma City          | Red Dirt Rebellion Rollergirls                                                      | inclinée        | Indépendante                                  |
| Stillwater             | Central Oklahoma Roller Derby Association                                           | plate           | Indépendante                                  |
| Tulsa                  | Green Country Roller Girls                                                          | plate           | WFTDA                                         |
| Tulsa                  | Tulsa Derby League                                                                  | plate           | Indépendante                                  |
| Oregon                 |                                                                                     |                 |                                               |
| Ville                  | Dénomination                                                                        | Piste           | Affiliation                                   |
| Bend                   | Lava City Roller Dolls                                                              | plate           | WFTDA                                         |
| Bend                   | Renegade Rollergirls of Oregon                                                      | inclinée, plate | Renegade Rollergirls                          |
| Charleston             | Sunset Bay Skate Club                                                               | plate           | Indépendante                                  |
| Coos Bay               | Coos County Roller Girls                                                            | plate           | Indépendante                                  |
| Corvallis              | Sick Town Derby Dames                                                               | plate           | WFTDA (Apprentie)                             |
| Eugene                 | Emerald City Roller Girls                                                           | plate           | WFTDA                                         |
| Medford                | Southern Oregon Rollergirls                                                         | plate           | Indépendante                                  |
| Portland               | Rose City Rollers                                                                   | plate           | WFTDA, Inclut des équipes juniors             |
| Salem                  | Cherry City Derby Girls                                                             | plate           | WFTDA (Apprentie)                             |
| Texas                  |                                                                                     |                 |                                               |
| Ville                  | Dénomination                                                                        | Piste           | Affiliation                                   |
| Amarillo               | Route 66 Roller Derby                                                               | plate           | WFTDA (Apprentie)                             |
| Austin                 | TXRD Lonestar Rollergirls (connu sous les noms de Bad Girl/Good Woman 2001-2003)    | inclinée        | Indépendante                                  |
| Austin                 | Texas Rollergirls                                                                   | plate           | WFTDA, Inclut des équipes juniors, Loisir     |
| Beaumont               | Spindletop Rollergirls                                                              | plate           | WFTDA, Inclut des équipes juniors, Loisir     |
| Corpus Christi         | Hurricane Alley Roller Derby                                                        | plate           | Indépendante                                  |
| Corpus Christi         | Crude City Roller Derby                                                             | plate           | Indépendante                                  |
| Dallas                 | Assassination City Derby                                                            | plate           | WFTDA                                         |
| Dallas                 | Dallas Derby Devils                                                                 | plate           | WFTDA                                         |
| Deer Park              | Battleground Rollerderby                                                            |                 |                                               |
| El Paso                | Sun City Rollergirls                                                                | plate           | Indépendante                                  |
| Harlingen              | South Texas Rolleristas                                                             | plate           | Indépendante                                  |
| Houston                | Houston Roller Derby                                                                | plate           | WFTDA, Loisir                                 |
| Lubbock                | West Texas Roller Dollz                                                             | plate           | WFTDA                                         |
| Orange County          | Gulf Coast Rollergirls                                                              | plate           | Indépendante                                  |
| Pearland               | South Side Roller Derby                                                             | inclinée, plate | Indépendante                                  |
| San Antonio            | Alamo City Rollergirls                                                              | plate           | WFTDA                                         |
| Tyler                  | East Texas Bombers                                                                  | plate           | Indépendante                                  |
| Utah                   |                                                                                     |                 |                                               |
| Ville                  | Dénomination                                                                        | Piste           | Affiliation                                   |
| Ogden                  | Junction City Roller Dolls                                                          | plate           | WFTDA (Apprentie)                             |
| Ogden                  | O-Town Derby Dames                                                                  | plate           | Indépendante                                  |
| Salt Lake City         | Salt City Derby Girls                                                               | plate           | WFTDA                                         |
| Salt Lake City         | Wasatch Roller Derby                                                                | plate           | WFTDA                                         |
| Washington             |                                                                                     |                 |                                               |
| Ville                  | Dénomination                                                                        | Piste           | Affiliation                                   |
| Auburn                 | A-Town Derby Dollz                                                                  | plate           | Ligue junior                                  |
| Bellingham             | Bellingham Roller Betties                                                           | plate           | WFTDA                                         |
| Centralia              | Rainy City Roller Dolls                                                             | plate           | Indépendante                                  |
| Everett                | Jet City Roller Girls                                                               | plate           | WFTDA                                         |
| Olympia                | Oly Rollers                                                                         | plate           | WFTDA                                         |
| Port Orchard           | Slaughter County Roller Vixens                                                      | plate           | WFTDA                                         |
| Seattle                | I-5 Rollergirls                                                                     | plate           | Ligue junior                                  |
| Seattle                | Rat City Rollergirls                                                                | plate           | WFTDA                                         |
| Seattle                | Seattle Derby Brats                                                                 | plate           | Ligue junior                                  |
| Seattle                | Tilted Thunder Rail Birds                                                           | inclinée        | Indépendante                                  |
| Spokane                | Lilac City Rollergirls                                                              | plate           | WFTDA (Apprentie), Inclut des équipes juniors |
| Tacoma                 | Dockyard Derby Dames                                                                | plate           | WFTDA (Apprentie)                             |
| Tri-Cities             | Atomic City Rollergirls                                                             | plate           | Indépendante                                  |
| Walla Walla            | Walla Walla Sweets Rollergirls                                                      | plate           | Indépendante                                  |
| Wyoming                |                                                                                     |                 |                                               |
| Ville                  | Dénomination                                                                        | Piste           | Affiliation                                   |
| Casper                 | A'Salt Creek Roller Girls                                                           | plate           | Indépendante                                  |
| Cheyenne               | Cheyenne Capidolls                                                                  | plate           | Indépendante                                  |
| Laramie                | Naughty Pines Derby Dames                                                           | plate           | Indépendante                                  |
| Sheridan               | Big Horn Brawlers                                                                   | plate           | Indépendante                                  |

##### Midwest
| Midwest         |                                                          |                |
| Dakota du Nord  |                                                          |                |
| Ville           | Dénomination                                             | Affiliation    |
| Bismarck        | Bismarck-Mandan Women's Roller Derby                     |                |
| Fargo           | Fargo Moorhead Derby Girls                               | FT             |
| Dakota du Sud   |                                                          |                |
| Ville           | Dénomination                                             | Affiliation    |
| Lead            | Black Hills Bruiseherz                                   | FT             |
| Rapid City      | Rushmore Rollerz                                         | FT             |
| Sioux Falls     | Sioux Falls Roller Dollz                                 | FT, WFTDA      |
| Illinois        |                                                          |                |
| Ville           | Dénomination                                             | Affiliation    |
| Carbondale      | Southern Illinois Roller Girls                           | FT             |
| Champaign       | Champaign Urbana Rollers                                 | FT             |
| Champaign       | Twin City Derby Girls                                    | FT, WFTDA (AL) |
| Chicago         | The Chicago Outfit                                       | FT, WFTDA      |
| Chicago         | Chicago Riots                                            | FT, JL         |
| Chicago         | Windy City Rollers                                       | FT, WFTDA      |
| Marion          | Southern Illinois Roller Girls                           | FT             |
| Mazon           | Redneck Rollers                                          | FT, JT         |
| Naperville      | Dupage County Derby Dames                                | FT             |
| Rockford        | Rockford Rage Roller Derby                               | FT, WFTDA      |
| Indiana         |                                                          |                |
| Ville           | Dénomination                                             | Affiliation    |
| Bloomington     | Bleeding Heartland RollerGirls                           | FT, WFTDA      |
| Bloomington     | Hoosiers Nest Derby Brats                                | FT, JL         |
| Columbus        | Terrorz of Tiny Towns                                    | FT             |
| Evansville      | Demolition City Roller Derby                             | FT, WFTDA      |
| Evansville      | Rollergirls of Southern Indiana                          | FT, WFTDA      |
| Fort Wayne      | Fort Wayne Derby Girls                                   | FT, WFTDA      |
| Fort Wayne      | Summit City Rollers                                      | FT             |
| Indianapolis    | Circle City Socialites                                   | FT             |
| Indianapolis    | Naptown Roller Girls                                     | FT, WFTDA      |
| Indianapolis    | Race City Rebels                                         | FT, ML         |
| Lafayette       | Lafayette Brawlin Dolls                                  | FT, WFTDA (AL) |
| South Bend      | South Bend Roller Girls                                  | FT             |
| Warsaw          | Lake City Roller Dolls                                   | FT             |
| Iowa            |                                                          |                |
| Ville           | Dénomination                                             | Affiliation    |
| Cedar Rapids    | Cedar Rapids Rollergirls                                 | FT             |
| Council Bluffs  | Rolling Thunder Derby Dames                              |                |
| Des Moines      | Des Moines Derby Dames                                   | FT, WFTDA (AL) |
| Des Moines      | Mid-Iowa Rollers                                         | FT, WFTDA (AL) |
| Dubuque         | East Iowa Outlaws Roller Derby                           | FT             |
| Iowa City       | Old Capitol City Roller Girls                            | FT, WFTDA (AL) |
| Oskaloosa       | Mahaska Mayhem                                           | FT             |
| Sioux City      | Sioux City Roller Dames                                  | FT             |
| Kansas          |                                                          |                |
| Ville           | Dénomination                                             | Affiliation    |
| Topeka          | Capital City Crushers                                    | FT             |
| Wichita         | ICT Roller Girls                                         | FT, WFTDA      |
| Wichita         | Midwest Mayhem                                           | FT             |
| Kentucky        |                                                          |                |
| Ville           | Dénomination                                             | Affiliation    |
| Bowling Green   | Vette City Roller Derby                                  | FT             |
| Covington       | Black-n-Bluegrass Rollergirls                            | FT, WFTDA (AL) |
| Lexington       | Rollergirls Of Central Kentucky                          | FT             |
| Louisville      | Derby City Rollergirls                                   | FT, WFTDA      |
| Newport         | Riverside Rollergirls                                    |                |
| Paducah         | Radioactive City Rollergirls                             | FT             |
| Richmond        | Mason Vixxen Rollergirls                                 | FT             |
| Michigan        |                                                          |                |
| Ville           | Dénomination                                             | Affiliation    |
| Ann Arbor       | Ann Arbor Derby Dimes                                    | BT             |
| Brighton        | Brighton Derby Dollz                                     | FT             |
| Détroit         | Detroit Derby Girls                                      | FT, WFTDA      |
| Flint           | Flint City Derby Girls                                   | FT             |
| Grand Rapids    | Grand Raggidy Roller Girls                               | FT, WFTDA      |
| Jackson         | Jack Town Rollers                                        | FT             |
| Kalamazoo       | Killamazoo Derby Darlins                                 | FT, WFTDA      |
| Lansing         | Lansing Derby Vixens                                     | FT             |
| Lansing         | Mitten Mavens                                            | FT             |
| Macomb County   | Bath City Roller Girls                                   | FT             |
| Monroe          | Floral City Roller Girls                                 | FT             |
| Mount Morris    | Mid Michigan Derby Girls                                 | FT, WFTDA (AL) |
| Muskegon        | Skee Town Skirts                                         | FT, JT         |
| Port Huron      | Bluewater Derby Girls                                    | FT             |
| Rochester Hills | Darlings of Destruction                                  | FT, JL         |
| Traverse City   | Traverse City Derby Dahlias                              | FT             |
| Traverse City   | Traverse City Roller Derby                               | FT             |
| Minnesota       |                                                          |                |
| Ville           | Dénomination                                             | Affiliation    |
| Bemidji         | The Babe City Rollers                                    | FT, WFTDA (AL) |
| Duluth/Superior | Duluth/Superior Roller Derby League (Duluth Derby Divas) | FT, MT         |
| Duluth          | Harbor City Roller Dames                                 | FT             |
| Minneapolis     | North Star Roller Girls                                  | FT, WFTDA      |
| St. Paul        | Minnesota RollerGirls                                    | FT, WFTDA      |
| Missouri        |                                                          |                |
| Ville           | Dénomination                                             | Affiliation    |
| Cape Girardeau  | Cape Girardeau Roller Girls                              | FT             |
| Columbia        | COMO Derby Dames                                         | FT, WFTDA (AL) |
| Joplin          | Southwest Missouri RollerGirls                           | FT             |
| Joplin          | Mo-Kan Roller Girlz                                      | FT             |
| Kansas City     | Kansas City Roller Warriors                              | FT, WFTDA      |
| Liberty         | Dead Girl Derby KC                                       | FT, OSDA       |
| Springfield     | Springfield Rollergirls                                  | FT, WFTDA (AL) |
| St. Louis       | Arch Rival Rollergirls                                   | FT, WFTDA      |
| Saint Peters    | Mid Rivers Roller Girls                                  | FT             |
| Union           | Lost Highway Roller Derby                                | FT             |
| Nebraska        |                                                          |                |
| Ville           | Dénomination                                             | Affiliation    |
| Lincoln         | No Coast Derby Girls                                     | FT, WFTDA      |
| Norfolk         | Norfolk Roller Derby                                     | FT             |
| Omaha           | Omaha Rollergirls                                        | FT, WFTDA      |
| Ohio            |                                                          |                |
| Ville           | Dénomination                                             | Affiliation    |
| Akron           | The Rubber City Rollergirls                              | FT             |
| Akron/Canton    | NEO Rock'n'Rollergirls                                   | FT, WFTDA      |
| Cincinnati      | Cincinnati Rollergirls                                   | FT, WFTDA      |
| Cleveland       | Burning River Roller Girls                               | FT, WFTDA      |
| Cleveland       | Northern Ohio Wreck Roller Derby                         | FT             |
| Columbus        | Ohio Roller Girls                                        | FT, WFTDA      |
| Dayton          | Gem City Rollergirls                                     | FT, WFTDA      |
| Sandusky        | Sandusky Rollergirls                                     |                |
| Toledo          | Glass City Rollers                                       | FT, WFTDA (AL) |
| Youngstown      | Little Steel Derby Girls                                 | FT             |
| Wisconsin       |                                                          |                |
| Ville           | Dénomination                                             | Affiliation    |
| Appleton        | The Fox Cityz Foxz                                       | FT, WFTDA      |
| Appleton        | Paper Valley Roller Girls                                | FT, WFTDA      |
| Beloit          | Stateline Roller Derby Divas                             |                |
| Delavan         | Delavan Dolls of Derby                                   |                |
| Eau Claire      | Chippewa Valley Roller Girls                             | FT             |
| Green Bay       | Rolling Thunder Derby Dames                              |                |
| La Crosse       | La Crosse Skating Sirens                                 | FT             |
| La Crosse       | Mississippi Valley Mayhem                                | FT, WFTDA (AL) |
| Madison         | Mad Rollin' Dolls                                        | FT, WFTDA      |
| Madison         | Mad Wreckin Dolls                                        | FT, REC        |
| Milwaukee       | Brewcity Bruisers                                        | FT, WFTDA      |
| Wausau          | The River Valley Rollergirls                             | FT             |

##### Nord-Est
| Nord-Est                           |                                                                     |                  |
| Connecticut                        |                                                                     |                  |
| Ville                              | Dénomination                                                        | Affiliation      |
| Waterbury                          | CT RollerGirls                                                      | FT, WFTDA        |
| Delaware                           |                                                                     |                  |
| Ville                              | Dénomination                                                        | Affiliation      |
| Wilmington                         | Wilmington City Ruff Rollers                                        |                  |
| District de Columbia               |                                                                     |                  |
| Ville                              | Dénomination                                                        | Affiliation      |
| Washington DC                      | DC Rollergirls                                                      | FT, WFTDA        |
| Maine                              |                                                                     |                  |
| Ville                              | Dénomination                                                        | Affiliation      |
| Portland                           | Maine Roller Derby                                                  | FT, WFTDA        |
| Maryland                           |                                                                     |                  |
| Ville                              | Dénomination                                                        | Affiliation      |
| Baltimore                          | Charm City Roller Girls                                             | FT, WFTDA        |
| Hagerstown & Frederick             | Mason-Dixon Roller Vixens                                           | FT, WFTDA (AL)   |
| Rockville                          | Free State Roller Derby                                             | FT               |
| Salisbury                          | Salisbury Roller Girls                                              | FT               |
| Westminster                        | Chesapeake Roller Derby                                             | FT, MT           |
| Massachusetts                      |                                                                     |                  |
| Ville                              | Dénomination                                                        | Affiliation      |
| Boston                             | Boston Derby Dames                                                  | FT, WFTDA        |
| Leominster                         | Central Mass Roller Derby                                           | FT, MT           |
| Northampton                        | Pioneer Valley Roller Derby                                         | FT, MT, MDC      |
| Pittsfield                         | Pittsfield Panty Raid                                               | FT               |
| New Hampshire                      |                                                                     |                  |
| Ville                              | Dénomination                                                        | Affiliation      |
| Concord                            | Granite State Roller Derby                                          |                  |
| Keene                              | Elm City Derby Damez                                                | FT, JT           |
| Manchester                         | ManchVegas RollerGirls                                              | FT, MT           |
| Nashua                             | New Hampshire Roller Derby                                          | FT, WFTDA        |
| New Jersey                         |                                                                     |                  |
| Ville                              | Dénomination                                                        | Affiliation      |
| Hackettstown (Warren County)       | Skyland Roller Girls                                                | FT               |
| Hopatcong                          | Psycho 78's Roller Derby                                            | FT               |
| Jackson/Comté d'Ocean              | Jersey Shore Roller Girls                                           | FT, WFTDA (AL)   |
| Morristown                         | Jerzey Derby Brigade                                                | FT               |
| New Brunswick                      | New Jersey Hellrazors Roller Derby                                  | FT               |
| Newark                             | Garden State Roller Girls                                           | FT, WFTDA        |
| Shore Points                       | Shore Points Roller Derby                                           | FT               |
| Wildwood                           | South Jersey Derby Girls                                            | FT, MT, OSDA     |
| New York                           |                                                                     |                  |
| Ville                              | Dénomination                                                        | Affiliation      |
| Ann Arbor                          | Ann Arbor Derby Dimes                                               | BT               |
| Albany                             | Albany All Stars Roller Derby                                       | FT               |
| Binghamton                         | Southern Tier Savages                                               | FT, MT           |
| Buffalo                            | Queen City Roller Girls                                             | FT, WFTDA        |
| Chester                            | Man's Ruin Roller Derby                                             | FT, MT, OSDA     |
| Dunkirk/Fredonia Chautauqua County | Roller Girls of Chautauqua County (Babes of Wrath)                  | FT               |
| Ithaca                             | Ithaca Suffer Jets                                                  | FT               |
| Kingston                           | Hudson Valley Horrors                                               | FT, WFTDA (AL)   |
| Long Island                        | Long Island Roller Rebels                                           | FT, WFTDA        |
| New York                           | Gotham Girls Roller Derby                                           | FT, WFTDA        |
| Rochester                          | Roc City Roller Derby                                               | FT               |
| Sidney                             | Southern Tier Savages Roller Derby League (Men's and Women's teams) |                  |
| Syracuse                           | Assault City Roller Derby                                           | FT               |
| Troy                               | Hellions of Troy                                                    | FT               |
| Utica                              | Central New York Roller Derby                                       | FT, WFTDA        |
| Utica                              | Utica Rollergirls                                                   | FT               |
| Watertown                          | Black River Rollers                                                 | FT               |
| Yonkers                            | Suburbia Roller Derby                                               | FT, WFTDA        |
| Pennsylvanie                       |                                                                     |                  |
| Ville                              | Dénomination                                                        | Affiliation      |
| Allentown                          | Lehigh Valley Rollergirls                                           | FT, WFTDA        |
| Allentown                          | Keystone State Rollin' Renegades                                    | FT, COED         |
| Érié                               | Lake Effect Wreckers Derby                                          | FT               |
| Harrisburg                         | Harrisburg Area Roller Derby                                        | FT, WFTDA        |
| Lancaster                          | Dutchland Derby Rollers                                             | FT, WFTDA        |
| Philadelphie                       | Penn Jersey Roller Derby - banked & flat track                      | FT, BT, MT, OSDA |
| Philadelphie                       | Philly Roller Girls                                                 | FT, WFTDA        |
| Pittsburgh                         | Steel City Derby Demons                                             | FT, WFTDA        |
| Stroudsburg                        | Pocono Highrollers                                                  |                  |
| Wilkes-Barre                       | Wilkes-Barre/Scranton Roller Radicals                               | FT               |
| Rhode Island                       |                                                                     |                  |
| Ville                              | Dénomination                                                        | Affiliation      |
| Providence                         | Providence Roller Derby                                             | FT, WFTDA        |
| Vermont                            |                                                                     |                  |
| Ville                              | Dénomination                                                        | Affiliation      |
| Burlington                         | Burlington Bombers Roller Derby                                     | FT, MT           |
| Essex Junction                     | Green Mountain Derby Dames                                          | FT, WFTDA        |

##### Sud
| Sud                        |                                                                    |                    |
| Alabama                    |                                                                    |                    |
| Ville                      | Dénomination                                                       | Affiliation        |
| Auburn                     | Burn City Rollers                                                  | FT                 |
| Birmingham                 | Tragic City Rollers                                                | FT, WFTDA (AL)     |
| Huntsville                 | Dixie Derby Girls                                                  | FT, WFTDA          |
| Mobile                     | Mobile Roller Derby                                                | FT                 |
| Montgomery                 | Belles 'N' Bombshells                                              | FT                 |
| Arkansas                   |                                                                    |                    |
| Ville                      | Dénomination                                                       | Affiliation        |
| Cabot                      | Girls Rollin In the South (GRITS)                                  | FT                 |
| Fayetteville               | NWA Rollergirls                                                    | FT, MT, WFTDA      |
| Fort Smith                 | River Valley Rollergirls                                           | FT                 |
| Little Rock                | Central Arkansas Roller Derby                                      | FT                 |
| Caroline du Nord           |                                                                    |                    |
| Ville                      | Dénomination                                                       | Affiliation        |
| Asheville                  | Blue Ridge Rollergirls                                             | FT, WFTDA (AL)     |
| Boone                      | Appalachian Rollergirls                                            | FT                 |
| Charlotte                  | Charlotte Roller Girls (CLTRG)                                     | FT, WFTDA (AL)     |
| Charlotte                  | Race City Roller Derby                                             | FT                 |
| Fayetteville               | ROGUE Rollergirls                                                  | FT                 |
| Greensboro                 | Greensboro Roller Derby                                            | FT                 |
| Greenville                 | Ring City Rollergirls                                              | FT                 |
| Jacksonville               | Voodoo Vixens                                                      | FT                 |
| Kinston                    | Neuse River Rollergirls                                            | FT                 |
| Monroe                     | Sweet Union Roller Girls                                           | FT                 |
| Morganton                  | Catawba Valley Roller Girls                                        | FT                 |
| Raleigh                    | Carolina Rollergirls                                               | FT, WFTDA          |
| Sanford                    | Brick City Brats                                                   | FT, JL             |
| Wilmington                 | Cape Fear Roller Girls                                             | FT, WFTDA (AL)     |
| Winston-Salem              | Camel City Thrashers                                               | FT                 |
| Caroline du Sud            |                                                                    |                    |
| Ville                      | Dénomination                                                       | Affiliation        |
| Charleston                 | Lowcountry High Rollers                                            | FT                 |
| Columbia                   | Columbia QuadSquad                                                 | FT                 |
| Columbia                   | Richland County Regulators (RCR)                                   | FT                 |
| Greenville                 | Greenville Derby Dames                                             | FT                 |
| Myrtle Beach               | Grand Strand Roller Girls                                          | BT                 |
| Myrtle Beach               | Palmetto State Roller Girls                                        | FT                 |
| Simpsonville               | Upstate Roller Girl Evolution (URGE)                               | FT                 |
| Floride                    |                                                                    |                    |
| Ville                      | Dénomination                                                       | Affiliation        |
| Bradenton                  | Bradentucky Bombers                                                | FT                 |
| DeLand                     | Sintral Florida Derby Demons                                       | FT                 |
| DeLand                     | ThunderCity DerbySirens                                            |                    |
| Fort Myers                 | Ft. Myers Derby Girls                                              | FT                 |
| Fort Pierce                | South Florida Rollergirls                                          | FT                 |
| Fort Walton Beach & Destin | Beach Brawl SK8R Dolls                                             | FT                 |
| Gainesville /Lake City     | Alachua County Rollers                                             | FT                 |
| Gainesville                | Gainesville Roller Rebels                                          | FT                 |
| Jacksonville               | Greater Jacksonville Roller Derby                                  | FT                 |
| Jacksonville               | Jacksonville RollerGirls                                           | FT, WFTDA (AL)     |
| Jensen Beach               | Riot City Rollers                                                  | FT                 |
| Miami                      | Gold Coast Derby Grrls                                             | FT                 |
| Milton                     | Santa Rosa Rollergirls                                             | FT                 |
| Ocala                      | Ocala Cannibals Roller Derby                                       | FT                 |
| Orange Park                | Tri-County Rolling Militia                                         | FT                 |
| Orlando                    | Orlando Psycho City Derby Girls                                    | FT, OSDA           |
| Palm Beach                 | Dub City Derby Girls                                               | FT                 |
| Panama City                | Panama City Roller Derby                                           | FT                 |
| Pensacola                  | Gulf Regional Roller League (G.R.R.L.)                             | FT                 |
| Rock Ledge                 | Molly Roger Rollergirls                                            | FT                 |
| Sarasota                   | Sarasota RollerGirls                                               | FT                 |
| Tallahassee                | Tallahassee Rollergirls                                            | FT, WFTDA          |
| Tampa                      | Tampa Bay Derby Darlins                                            | FT, WFTDA          |
| Treasure Coast             | Treasure Coast Rollergirls                                         | FT, WFTDA          |
| Vero Beach                 | Vero Vixens                                                        | FT                 |
| West Palm Beach            | Palm Beach Rollergirls                                             | FT                 |
| Géorgie                    |                                                                    |                    |
| Ville                      | Dénomination                                                       | Affiliation        |
| Athens                     | Classic City Rollergirls                                           | FT                 |
| Atlanta                    | Atlanta Rollergirls                                                | FT, WFTDA          |
| Augusta                    | Soul City Sirens Roller Derby                                      | FT                 |
| Savannah                   | Savannah Derby Devils                                              | FT                 |
| Valdosta                   | Rogue Roller Derby                                                 | FT                 |
| Louisiane                  |                                                                    |                    |
| Ville                      | Dénomination                                                       | Affiliation        |
| Alexandria                 | Cenla Derby Dames                                                  | FT                 |
| Bâton-Rouge                | Red Stick Roller Derby                                             | FT, WFTDA (AL)     |
| Houma                      | Cajun Rollergirls                                                  | FT, WFTDA (AL)     |
| La Nouvelle-Orléans        | Big Easy Roller Girls                                              | FT, WFTDA          |
| Lafayette                  | Acadiana Good Times Rollers                                        | FT                 |
| Lake Charles               | Gulf Coast Rollergirls League                                      | FT, BT             |
| Shreveport                 | Shreveport Roller Derby                                            | FT                 |
| Mississippi                |                                                                    |                    |
| Ville                      | Dénomination                                                       | Affiliation        |
| Biloxi                     | Biloxi Roller Derby                                                | FT, MT, JT         |
| Biloxi                     | Mississippi Rollergirls                                            | FT                 |
| Hattiesburg                | Hub City Derby Dames                                               |                    |
| Hattiesburg                | Southern Misfits                                                   | FT, WFTDA (AL)     |
| Jackson                    | Capital City Roller Girls                                          | FT                 |
| Jackson                    | Magnolia Roller Vixens                                             | FT                 |
| Picayune                   | Pearl River Roller Derby                                           | FT                 |
| Tennessee                  |                                                                    |                    |
| Ville                      | Dénomination                                                       | Affiliation        |
| Chattanooga                | Chattanooga Rollergirls (CRG)                                      | FT, WFTDA (AL)     |
| Johnson City               | Little City Roller Girls                                           | FT, WFTDA (AL), JT |
| Knoxville                  | Hard Knox Roller Girls                                             | FT, WFTDA          |
| Memphis                    | Memphis Roller Derby                                               | FT, WFTDA          |
| Nashville                  | Nashville Roller Girls                                             | FT, WFTDA          |
| Tullahoma                  | Whiskey Town Roller Derby (Southern Middle Tennessee Roller Derby) | FT, MT             |
| Virginie                   |                                                                    |                    |
| Ville                      | Dénomination                                                       | Affiliation        |
| Chantilly                  | Antihero Derby Alliance                                            | FT, MT, OSDA       |
| Charlottesville            | Charlottesville Derby Dames                                        | FT                 |
| Christiansburg             | NRV Rollergirls                                                    | FT, WFTDA (AL)     |
| Harrisonburg               | RockTown Rollers                                                   | FT, WFTDA (AL)     |
| Lynchburg                  | Blackwater Rollers                                                 | FT                 |
| Norfolk/Virginia Beach     | Dominion Derby Girls                                               | FT, WFTDA          |
| Richmond                   | Mother State Roller Derby                                          | FT                 |
| Richmond                   | Outcast Derby                                                      | FT, MT             |
| Richmond                   | Richmond Derby Demons                                              | FT, MT, COED       |
| Richmond                   | River City Rollergirls                                             | FT, WFTDA          |
| Roanoke Valley             | Star City Roller Girls                                             | FT                 |
| Winchester/Front Royal     | Helltown Derby                                                     | FT                 |
| Virginie-Occidentale       |                                                                    |                    |
| Ville                      | Dénomination                                                       | Affiliation        |
| Beckley                    | Beckley Roller Derby                                               | FT                 |
| Beckley                    | WV Dixie Derby Dolls                                               | FT                 |
| Bluefield                  | Green Valley Roller Girls                                          | FT                 |
| Comté de Mingo et de Pike  | West Virginia RollerGirls                                          | FT                 |
| Morgantown                 | Morgantown Roller Vixens                                           | FT                 |

#### Finlande
- Helsinki - Helsinki Roller Derby
- Helsinki - Kallio Rolling Rainbow
- Joensuu - Joensuu Roller Derby
- Jyväskylä - Jyväskylä Roller Derby
- Kokkola - Kokkola Roller Derby
- Kotka - Kotka Roller Derby
- Lahti - Lahti Roller Derby - Bay City Rollers
- Tampere - Tampere Rollin' Hos
- Turku - Turku Roller Derby

#### Guam
- Tamuning - Pacific Rim Rollers

#### Hongrie
- Budapest - Budapest Roller Derby

#### Irlande
- Cork - Rebel County Rollers
- Dublin - Dublin Roller Girls 2010-present

#### Israël
- Tel Aviv - Thunder Girls Roller Derby Israel

#### Italie
- Naples - Naples Roller Girls

#### Japon
- Fussa - Yokota Roller Derby - Scary Blossoms
- Ginowan - Devil Dog Derby Dames
- Okinawa - Kokeshi Roller Dolls
- Yokosuka - Yokosuka Sushi Rollers

#### Malaisie
- Kuala Lumpur - Roller Derby Kuala Lumpur

#### Mexique
- Guadalajara - Roller Derby Guadalajara
- Mexico - Mexico Roller Derby (MXRD)
- Mexico - Roller Derby Mexico DF
- Monterrey - MTY Roller Derby
- Morelia - Roller Derby Morelia
- Querétaro - Roller Derby Querétaro

#### Nouvelle-Zélande
- Auckland - Pirate City Roller
- Blenheim - Boom Town Brawlettes
- Christchurch - Dead End Derby
- Christchurch - Otautahi Roller Derby
- Dunedin - Dunedin Derby
- Gisborne - Bin City Brutalion
- Hamilton - Hellmilton Roller Ghouls
- Kawerau - K-Town Derby Dolls
- Levin - Whenua Fatales
- Napier - Bay City Rollers
- Nelson - Sirens of Smash
- New Plymouth - Mountain City Rollers
- New Plymouth - Taranaki Roller Corps
- New Plymouth - Viagros Roller Derby
- Palmerston North - Swamp City Roller Rats
- Taupo - Taupo Roller Derby
- Tauranga - Mount Militia Derby Crew
- Wanganui - River City Rollers
- Wellington - Richter City Roller Derby
- Whangarei - Northland Nightmares Roller Girlz

#### Norvège
- Arendal - Arendal Roller Derby
- Bergen - Bergen Roller Derby
- Bodø - Bodø Roller Derby
- Kristiansand - Kristiansand Roller Derby
- Oslo - Oslo Roller Derby
- Stavanger - Stavanger Roller Derby
- Steinkjer - Steinkjer Roller Derby
- Tromsø - Tromsø Roller Derby
- Trondheim - Nidaros Roller Derby

#### Pays-Bas
- Amsterdam - Amsterdam Derby Dames
- Arnhem - Arnhem Fallen Angels
- Breda - Suck City Rock 'n Roller Dolls
- Den Bosch - The Rolling Duchess of Death
- Dordrecht - Rotten Rebels
- Eindhoven - Rock City Rollers
- Enschede - Eastside RocknRollers
- Goes - Delta Roller Girls
- Groningue - Northern Lightning Rollergirls
- Heerlen, Limbourg - Pink Peril
- La Haye - Parliament of Pain
- Utrecht - Dom City Dolls
- Rotterdam - Rotterdam Deathrow Honeys
- Wolvega - WolfDogRollers
- Zwolle - The Bashin' Bluefingers

#### Pérou
- Lima - Toxic Lima Rollergirls

#### Pologne
- Gdynia, Sopot, Gdańsk - 3 Cities Piranhas Roller Derby Team
- Poznań - Bad To The Bone Roller Derby Poznań
- Szczecin - Sailor Roller Derby Szczecin
- Szczecin - Headhunters Roller Derby Szczecin
- Varsovie - Hellcats Roller Girls
- Varsovie - Worst Warsaw Derby Team
- Wrocław - Breslau Rebels Roller Derby
- Wrocław - Vratislavia MadChix Roller Squad

#### Porto Rico
- Ponce - Rocker Bunnies
- San Juan - Bloody Barracudas
- San Juan - Killer Dolls
- San Juan - Puerto Rico National Roller Derby League
- San Juan - Smokin' Diablas
- San Juan - Tropic Terrors Derby League
- San Juan - Wicked Island Roller Derby

#### Portugal
- Coimbra - Rocket Dolls Roller Derby Coimbra
- Faro - South City Rollers
- Leiria - Black Rebel Roller Derby Club Leiria
- Lisbonne -  Lisboa Roller Derby
- Lisbonne - Lisboa Roller Derby Troopers
- Lisbonne -  Lisbon Grrrls Roller Derby
- Porto - Roller Derby Porto

#### République tchèque
- Prague - Shotgun Roller Girls

#### Royaume-Uni
| Royaume-Uni         |                                             |                       |
| Angleterre          |                                             |                       |
| Ville               | Dénomination                                | Affiliation           |
| Bedfordshire        | Bedfordshire Rollergirls                    | FT                    |
| Bedfordshire        | Rebellion Rollergirls (née Bedford Bandits) | FT, JT, UKRDA         |
| Birmingham          | Birmingham Blitz Dames                      | FT, UKRDA             |
| Birmingham          | Central City Rollergirls                    | FT, UKRDA             |
| Brighton            | Brighton Rockers Roller Derby               | FT                    |
| Brighton            | Brighton Roller Dollz                       | FT                    |
| Bristol             | Bristol Harbour Harlots                     |                       |
| Cambridge           | Romsey Town Rollerbillies                   | FT, UKRDA             |
| Croydon             | Croydon Roller Derby                        | FT                    |
| Essex (Nord)        | Triple Sword Roller Girls                   | FT                    |
| Essex (Sud)         | Seaside Siren Roller Girls                  | FT                    |
| Gloucester          | Severn Roller Torrent                       | FT                    |
| Gloucester          | Severn Roller Torrent                       | FT                    |
| Kent                | Kent Roller Girls                           | FT                    |
| Kent                | Swale Skate Bombshells                      |                       |
| Leeds               | Leeds Roller Dolls                          | FT, UKRDA             |
| Leicester           | Dolly Rockit Rollers                        | FT                    |
| Leicester           | Dolly Rockit Rollers                        | FT                    |
| Lincoln             | Imposters Rollergirls                       | FT                    |
| Lincoln             | Lincolnshire Bombers                        | FT, UKRDA             |
| Liverpool           | Liverpool Roller Birds                      | FT                    |
| Londres             | London Rockin Rollers                       | FT, UKRDA             |
| Londres             | London Rollergirls                          | FT, UKRDA, WFTDA      |
| Manchester          | Manchester Roller Derby                     | FT, MT, JT            |
| Manchester          | Rainy City Roller Girls                     | FT, UKRDA             |
| Middlesbrough       | Middlesbrough Milk Rollers                  | FT, UKRDA             |
| Milton Keynes       | MK Roller Derby                             | FT                    |
| Newcastle upon Tyne | Newcastle Roller Girls                      | FT                    |
| Northampton         | Northampton Shoetown Slayers                | FT                    |
| Nottingham          | Hellfire Harlots                            | FT                    |
| Nottingham          | Nottingham Roller Girls                     | FT                    |
| Oxford              | Oxford Roller Rogues                        | FT                    |
| Portsmouth          | Portsmouth Roller Wenches                   | FT, MT                |
| Plymouth            | Plymouth Roller Derby                       | FT                    |
| Sheffield           | Sheffield Steel Roller Girls                | FT, UKRDA             |
| Shrewsbury          | Shrewsbury Roller Derby                     | FT                    |
| Somerset            | Somerset Derby Girls                        | FT                    |
| Swindon             | Swindon Rail Road Rebels                    | FT                    |
| Warwickshire        | Bard Town Rollergirls                       | FT, UKRDA             |
| Wakefield           | Wakey Wheeled Cats                          | FT, UKRDA             |
| West Yorkshire      | Hot Wheel Roller Derby                      | FT                    |
| Windsor             | Royal Windsor Rollergirls                   | FT, UKRDA             |
| Worcestershire      | Worcestershire Roller Derby                 |                       |
| Wolverhampton       | Wolverhampton Honour Rollers                |                       |
| Écosse              |                                             |                       |
| Ville               | Dénomination                                | Affiliation           |
| Aberdeen            | Granite City Roller Girls                   | FT, UKRDA             |
| Dundee              | Dundee Destroyers                           | FT                    |
| Édimbourg           | Auld Reekie Roller Girls                    | FT, UKRDA, WFTDA (AL) |
| Glasgow             | Glasgow Rollergirls                         | FT, UKRDA             |
| Perth               | Fair City Rollers                           | FT                    |
| Irlande du Nord     |                                             |                       |
| Ville               | Dénomination                                | Affiliation           |
| Belfast             | Belfast Roller Derby (Belfast Banshees)     | FT                    |
| Pays de Galles      |                                             |                       |
| Ville               | Dénomination                                | Affiliation           |
| Bridgend            | Bridgend Rockabilly Rollers                 | FT                    |
| Cardiff             | Cardiff Roller Collective (CRoC)            | FT                    |
| Cardiff             | Cardiff Dragon Dolls                        | FT                    |
| Cardiff             | Tiger Bay Brawlers                          | FT                    |
| Machynlleth         | Mid-Wales Roller Derby                      | FT                    |
| Swansea             | Swansea City Slayers                        | FT                    |

#### Singapour
- Singapour - Chilli Padi Derby Grrrls

#### Suède
- Göteborg - Gothenburg Roller Derby
- Helsingborg - Helltown Hellcats
- Luleå - Luleå Roller Derby
- Malmö - Crime City Rollers
- Stockholm - Stockholm Roller Derby
- Umeå - Umeå Radical Rollers
- Visby - Visby Roller Derby

#### Suisse
- Zurich - Zürich City Roller Derby
- Genève - GVA Roller Derby Club
- Genève -  Leman'Wheels
- Genève -  Roller derby Club de Genève
- Lausanne - Rolling Furies
- Nyon - Nyon Roller Derby
- Valais -  13 Bloody Stars Roller Derby
- Lucerne - The Hellveticats Roller Derby Luzern
- Berne - Bonebreakers Rollerderby Team Bern
- Bâle - Basel Derbygirl Kollektiv
- Bienne - Les Folles Gèrent (2018-2022)